# Maranta pycnostachys
Maranta pycnostachys är en strimbladsväxtart som beskrevs av Karl Moritz Schumann. Maranta pycnostachys ingår i släktet Maranta och familjen strimbladsväxter. Inga underarter finns listade.